# Leatitia Dalloz
Leatitia Dalloz (18 settembre 1972) è un'ex sciatrice alpina francese.

## Biografia
Originaria di Lamoura, la Dalloz debuttò in campo internazionale in occasione dei Mondiali juniores di Zinal 1990; in Coppa del Mondo esordì il 28 febbraio 1993 a Veysonnaz in supergigante (40ª), mentre in Coppa Europa conquistò l'ultima vittoria, nonché ultimo podio, il 12 febbraio 1996 a Tignes nella medesima specialità. Ai Mondiali di Sestriere 1997, sua unica presenza iridata, si classificò 23ª nella discesa libera e non completò il supergigante; in Coppa del Mondo ottenne il miglior piazzamento il 13 marzo dello stesso anno a Vail in supergigante (6ª) e prese per l'ultima volta il 27 febbraio 2000 a Innsbruck nella medesima specialità, senza completare quella che sarebbe rimasta la sua ultima gara in carriera. Non prese parte a rassegne olimpiche.

## Palmarès

### Coppa del Mondo
- Miglior piazzamento in classifica generale: 45ª nel 1998

### Coppa Europa
- 4 podi (dati dalla stagione 1994-1995):
  - 3 vittorie
  - 1 secondo posto

#### Coppa Europa - vittorie
| Data             | Località | Paese   | Specialità |
| ---------------- | -------- | ------- | ---------- |
| 5 gennaio 1995   | Tignes   | Francia | DH         |
| 9 febbraio 1996  | Pra Loup | Francia | SG         |
| 12 febbraio 1996 | Tignes   | Francia | SG         |

Legenda:

DH = discesa libera

SG = supergigante

### Campionati francesi
- 2 medaglie (dati dalla stagione 1994-1995):
  - 2 bronzi (discesa libera nel 1996; supergigante nel 1998)